# Бон, Флоримон де
Флоримо́н де Бон (фр. Florimond de Beaune; 7 октября 1601, Блуа — 18 августа 1652, Блуа) — французский математик.

## Биография
Флоримон Бон родился в 1601 году в Блуа, служил в молодости на военной службе, а потом купил себе место при королевском суде своего родного города, где и умер в 1652 году.
Бон был другом молодости Рене Декарта и составил много примечаний к его трактату «Геометрия», включённых потом Схотеном в изданную им «Геометрию» Декарта.
Более известен он по так называемой Боновской задаче, о которой упоминается в письмах Декарта. Она состоит в определении кривой по данному свойству её тангенсов — задача, разрешённая только в 1693 году Иоганном Бернулли при помощи интегрального исчисления. Главное его сочинение, «De aequationum constructione et limitibus», издано Е. Бартолино (Амстердам, 1683).